# The Man Behind the Curtain
"The Man Behind the Curtain" er 20. afsnit af tredje sæson af den amerikanske tv-serie Lost. Afsnittet er skrevet af Elizabeth Sarnoff og Drew Goddard, og er instrueret af Bobby Roth. Det blev sendt første gang 9. maj 2007 på American Broadcasting Company.
Historien drejer sig om Benjamin Linus' (Michael Emerson) fødsel, ankomst og ophold på øen, hvor han medvirker i Udrensningen. På øen bringer han John Locke (Terry O'Quinn) til Jacobs kabine, mens de overlevende ven stranden konfronterer Juliet Burke (Elizabeth Mitchell) med sin tiltænkte position som muldvarp.

## Synopsis

### På øen
Tekst mangler, hjælp os med at skrive teksten

### Flashback
I en skov nær Portland, USA, føder Emily Linus flere måneder for tidligt. Den tidlige og uventede fødsel medfører Emilys død, og Bens far, Roger Linus, bebrejder sin søn for moderens død. Ben flytter med Roger til øen, da faderen tilbydes et job som pedel for Dharma Initiative, og lettere modvilligt udfører han sit job gennem mange år.

## Trivia
- Bens mor, Emily Linus, spilles af Michael Emersons kone[1].

## Fodnoter
1. ↑  Lost: Kommentarspor til:
"The Man Behind the Curtain" (Sæson 3, afsnit 20). Manuskript af Elizabeth Sarnoff & Drew Goddard.  Broadcasted første gang på American Broadcasting Company den TBA.